# Фринко
Фрѝнко (на италиански: Frinco; на пиемонтски: Frinch, Фринк) е село и община в Северна Италия, провинция Асти, регион Пиемонт. Разположено е на 217 m надморска височина. Населението на общината е 751 души (към 2010 г.).